# Anna Fontcuberta i Morral
Anna Fontcuberta i Morral, née en 1975 près de Barcelone, est une chercheuse espagnole et suisse, spécialiste en science des matériaux, plus précisément en physique des nanostructures des semi-conducteurs en particulier les nanofils.
Professeure ordinaire à l'École polytechnique fédérale de Lausanne depuis 2019, elle en devient la présidente en janvier 2025, succédant à Martin Vetterli. Elle est la première femme nommée à la direction de l'école.

## Biographie

### Origines et famille
Anna Fontcuberta i Morral naît en 1975 près de Barcelone. Elle y passe son enfance.
Elle vient, selon ses propres déclarations, « d’un milieu assez humble, sans profil académique ».
Elle est mère d'un enfant,.

### Études et parcours professionnel
Après avoir obtenu un baccalauréat universitaire en physique à l'université de Barcelone en 1997, elle soutient un doctorat en physique à l'École polytechnique de Palaiseau, en France, sous la direction de Pere Roca i Cabarrocas. Elle est chercheuse invitée en 2001-2002 et 2004-2005 au California Institute of Technology de Pasadena aux États-Unis. Elle cofonde à cette période la jeune pousse Aonex Technologies, qui développe des technologies bon marché dans les diodes électroluminescentes et le solaire.
Elle obtient en 2009 une habilitation en physique expérimentale à l'université technique de Munich et travaille à partir de 2008 en qualité de professeur assistant à l'Institut des matériaux de l'École polytechnique fédérale de Lausanne (EPFL). Elle y est nommée professeure associée en 2014 et professeur ordinaire en septembre 2019.
Le 27 mars 2024, elle est nommée présidente de l'École polytechnique fédérale de Lausanne, et succède à Martin Vetterli le 1er janvier 2025.

### Autres activités et mandats
Elle siège depuis 2015 au Fonds national suisse de la recherche scientifique et en est membre de la direction depuis 2020.

## Domaine de recherche
Ses recherches portent sur la physique des nanostructures des semi-conducteurs, plus précisément sur les nanofils.

## Distinctions
- 2009 : bourse des jeunes chercheurs (Starting Grant) du Conseil européen de la recherche[2]
- 2015 : prix des femmes en physique Emmy Noether de la Société européenne de physique, pour ses contributions pionnières à la physique des nanostructures des semi-conducteurs et leurs applications en physique mésoscopique et à la récolte d'énergie[10]